# هتی بایواتر
هِـتی بایواتر (انگلیسی: Hetti Bywater؛ زادهٔ ۱۰ سپتامبر ۱۹۹۴) بازیگر اهل انگلستان است.
از فیلم‌ها یا برنامه‌های تلویزیونی که وی در آن نقش داشته است، می‌توان به روز سنت‌جرج و ایست‌اندرز اشاره کرد.